# Vodní nádrž Nýrsko
Vodní nádrž Nýrsko je přehradní nádrž na řece Úhlavě, která se nachází jižně od Nýrska v okrese Klatovy v Plzeňském kraji. Byla vybudována během let 1965–1969 na 93,69 říčním kilometru v katastrálním území Hamry, Milence, Stará Lhota a Zelená Lhota. Délka hráze v koruně činí 320 m.

## Vodní režim
Průměrný dlouhodobý roční průtok (Qa) k profilu hráze činí 1,45 m³/s. Stoletá voda (Q100) zde dosahuje 65,9 m³/s.

## Využití
Původním účelem nádrže byla akumulace vody pro nalepšování průtoku v řece Úhlavě pro plzeňskou úpravnu vody. Během let 1980–1986 byla v Milencích vybudována úpravna vody, která dodává pitnou vodu pro Klatovsko a Domažlicko. Od roku 1996 je též využívána pro výrobu elektrické energie. Na obě spodní výpusti byly instalovány turbíny typu Bánki.